# Emden
Emden er en havneby i det nordvestlige Tyskland og ligger ved floden Ems. Det er hovedbyen i regionen Østfrisland. Indbyggertallet blev 2018-12-31 opgjort til 50195
indbyggere.
Det vides ikke hvornår byen blev grundlagt, men den har eksisteret siden d. 8. århundrede. Byen fik sit våbenskjold i 1495 af kejser Maximilian d. første. Byen er også hjemsted for en stor Volkswagen fabrik der producerer Volkswagen Passat. I 1973 åbnede et teknisk universitet i byen, som i dag har 3500 studerende.
Byens borgmester er Tim Kruithoff.